# Jalkasaari (ö i Egentliga Tavastland)
Jalkasaari är en ö i Finland. Den ligger i sjön Vanajavesi och i kommunen Hattula i den ekonomiska regionen  Tavastehus ekonomiska region  och landskapet Egentliga Tavastland, i den södra delen av landet, 110 km norr om huvudstaden Helsingfors. Öns area är 8,2 hektar och dess största längd är 0,7 kilometer i sydöst-nordvästlig riktning.